# 3. januar
3. januar je 3. dan leta v gregorijanskem koledarju. Ostaja še 362 dni (363 v prestopnih letih).

## Dogodki
- 1521 – papež Leon X. izobči Martina Luthra
- 1638 – v Amsterdamu odprto prvo stalno gledališče Schouwburg
- 1795 – Rusija in Avstrija skleneta dogovor o tretji delitvi Poljske
- 1800 – Napoleon ustanovi osebno gardo
- 1868 – z ustoličenjem cesarja Mucuhita konec obdobja šogunov na Japonskem
- 1881 – na Studencu pri Ljubljani odprta prva bolnišnica za duševne bolezni na Kranjskem
- 1889 – Friedrich Wilhelm Nietzsche je v Torinu doživel duševni zlom, ki je trajal do njegove smrti deset let kasneje
- 1919 – začetek izhajanja v Sloveniji natisnjenih poštnih znamk
- 1920 – zadnje ameriške oborožene sile zapustijo Francijo
- 1924 – Howard Carter odkrije Tutankamonovo mumijo in zlato masko
- 1925 – Benito Mussolini doseže popolno izločitev opozicije iz vlade
- 1930 – pričetek druge konference o nemških vojnih reparacijah v Haagu
- 1959 – Aljaska postane 49. zvezna država ZDA
- 1980 – Tito sprejet v ljubljanski Klinični center
- 1990 – panamski predsednik Maunel Antonio Noriega se preda ameriškim enotam
- 1993 – ZDA in Rusija podpišeta sporazum START-II

## Rojstva
- 106 pr. n. št. – Mark Tulij Cicero, rimski državnik, govornik († 43 pr. n. št.)
- 1196 – cesar Cutimikado, 83. japonski cesar († 1231)
- 1290 – Kostanca Portugalska, kastiljska kraljica († 1313)
- 1307 – Oton IV., vojvoda Spodnje Bavarske († 1334)
- 1611 – James Harrington, angleški politični filozof in utopist († 1677)
- 1680 – Johann Baptist Zimmermann, nemški štukater, slikar († 1758)
- 1737 – Heinrich Wilhelm von Gerstenberg, nemški pesnik literarni kritik († 1823)
- 1803 – Douglas William Jerrold, angleški dramatik, pisatelj († 1857)
- 1829 – Konrad Duden, nemški leksikograf († 1911)
- 1876 – Wilhelm Pieck, vzhodnonemški predsednik († 1960)
- 1883 – Milan Pugelj, slovenski pisatelj († 1929)
- 1883 – Clement Attlee, britanski predsednik vlade († 1967)
- 1892 – John Ronald Reuel Tolkien, angleški pisatelj († 1973)
- 1904 – Boris Kochno, rusko-francoski pisatelj, baletni libretist († 1990)
- 1906 – William Wilson Morgan, ameriški astronom († 1994)
- 1929 – Sergio Leone, italijanski filmski režiser († 1989)
- 1956 – Mel Columcille Gerard Gibson, ameriško-avstralski filmski igralec
- 1957 – Bojan Križaj, slovenski alpski smučar
- 1959 – Fjodor Nikolajevič Jurčihin, ruski kozmonavt
- 1969 – Michael Schumacher, nemški voznik Formule 1
- 1970 – Msgr. Mitja Leskovar, slovenski rimokatoliški nadškof in diplomat in apostolski nuncij
- 1986 – Nejc Pečnik, slovenski nogometaš
- 2003 – Greta Thunberg, švedska aktivistka

## Smrti
- 1225 – Adolf III., holsteinski grof (* 1160)
- 1241 – Herman II., turinški deželni grof (* 1222)
- 1248 – Sančo II., portugalski kralj (* 1207)
- 1315 – Ottobuono di Razzi, oglejski patriarh
- 1322 – Filip V., francoski kralj (* 1293)
- 1381 – Markvard Randeck, oglejski patriarh (* 1296)
- 1489 – Martin Truchsess von Wetzhausen, 34. veliki mojster tevtonskih vitezov (* 1435)
- 1641 – Jeremiah Horrocks, angleški astronom (* 1618)
- 1795 – Josiah Wedgwood, angleški lončar (* 1730)
- 1858 – Henry Philibert Gaspard Darcy, francoski znanstvenik (* 1803)
- 1858 – Élisa Félix (tudi Mademoiselle Rachel), francoska gledališka igralka (* 1820 ali 1821)
- 1875 – Pierre Athanase Larousse, francoski slovničar, leksikograf, enciklopedist (* 1817)
- 1908 – Charles Augustus Young, ameriški astronom, astrofizik (* 1834)
- 1923 – Jaroslav Hašek, češki pisatelj (* 1883)
- 1931 – Joseph Jacques Césaire Joffre, francoski maršal (* 1852)
- 1958 – Avgusta Danilova, slovenska gledališka igralka, režiserka (* 1869)
- 1967 – Jack Ruby, ameriški lastnik nočnega kluba Dallas (* 1911)
- 1969 – Silvo Breskvar, slovenski matematik, fizik (* 1902)
- 1974 – Gino Cervi, italijanski filmski igralec (* 1901)

## God
- sveti Antêr
- sveta Genovefa Pariška